# Aleksandr Tvardovskij
Aleksandr Trifonovič Tvardovskij in russo Александр Трифонович Твардовский? (Zagor'e, 21 giugno 1910 – Mosca, 18 dicembre 1971) è stato un poeta sovietico.

## Biografia
Tvardovskij nacque a Zagor'e, un piccolo borgo nel Počinkovskij rajon, Oblast' di Smolensk.
Già noto dopo il 1930 per i suoi versi e poemetti, che riecheggiano accenti della poesia popolare russa di argomento sociale, conquistò la fama con i poemi Il paese di Muravija, del 1936, e, soprattutto, Vasilij Terkin, del 1945, il cui protagonista è un soldato, il tipico mugik ironico e bonario, scansafatiche eppure capace di eroismo, descritto in uno stile semplice e ricco di motivi popolareschi.
Orizzonte dopo orizzonte, del 1959, è invece un ripensamento dell'epoca staliniana, del cui dispotismo Terkin all'altro mondo, già noto nel 1957 ma pubblicato solo nel 1963, è una sapida parodia.
Direttore della rivista letteraria Novy Mir, con la quale ebbe fra gli altri meriti quello di far conoscere scrittori come Solženicyn e poeti come Evtušenko, Tvardovskij divenne il campione di una certa apertura letteraria che ebbe, sotto Chruščëv, il suo periodo più felice. Alla fine degli anni sessanta del secolo scorso, Tvardovskij venne duramente attaccato dall'Unione degli scrittori; poco dopo, nel 1970, si dimise dalla direzione di Novy Mir.
Conservò tuttavia le sue prerogative di alto esponente della cultura sovietica e in occasione della sua ultima raccolta in versi, Lirismo di questi anni, del 1971, gli venne conferito il premio di Stato (ex Premio Stalin).